# L'Épée du Saint-Graal
Série Ator
Ator, le Guerrier de fer
(1987)
Pour plus de détails, voir Fiche technique et Distribution.
L'Épée du Saint-Graal (Quest for the Mighty Sword) est un péplum médiéval fantastique italien réalisé par Joe D'Amato et sorti en 1990 directement en vidéo.
C'est le quatrième et dernier film de la saga Ator.

## Fiche technique
Sauf indication contraire, les informations mentionnées dans cette section peuvent être confirmées par la base de données cinématographiques IMDb,  présente dans la section « Liens externes ».
- Titre français : L'Épée du Saint-Graal[1] ou Athor l'Invincible
- Titre original : Quest for the Mighty Sword ou Il signore di Akili[2],[3]
- Réalisation : Joe D'Amato
- Scénario : Joe D'Amato
- Photographie : Joe D'Amato
- Montage : Rossana Landi
- Musique : Carlo Maria Cordio
- Production : Carlo Maria Cordio
- Société de production : Filmirage (it)
- Pays de production :  Italie
- Langue originale : anglais
- Format : Couleur - Son mono - 35 mm
- Durée : 94 minutes
- Genre : Médiéval fantastique
- Dates de sortie :
  - États-Unis : 29 août 1990 (vidéo)

## Distribution
- Eric Allan Kramer : Ator
- Margaret Lenzey : Dejanira
- Donald O'Brien : Gunther
- Dina Morrone : Sunn
- Chris Murphy : Skiold
- Laura Gemser : Grimilde
- Marisa Mell : Nephele
- Domenico Semeraro (sous le nom de « Don Semeraro ») : Thorn / Grindel / Hagen